# Maxime Bouet

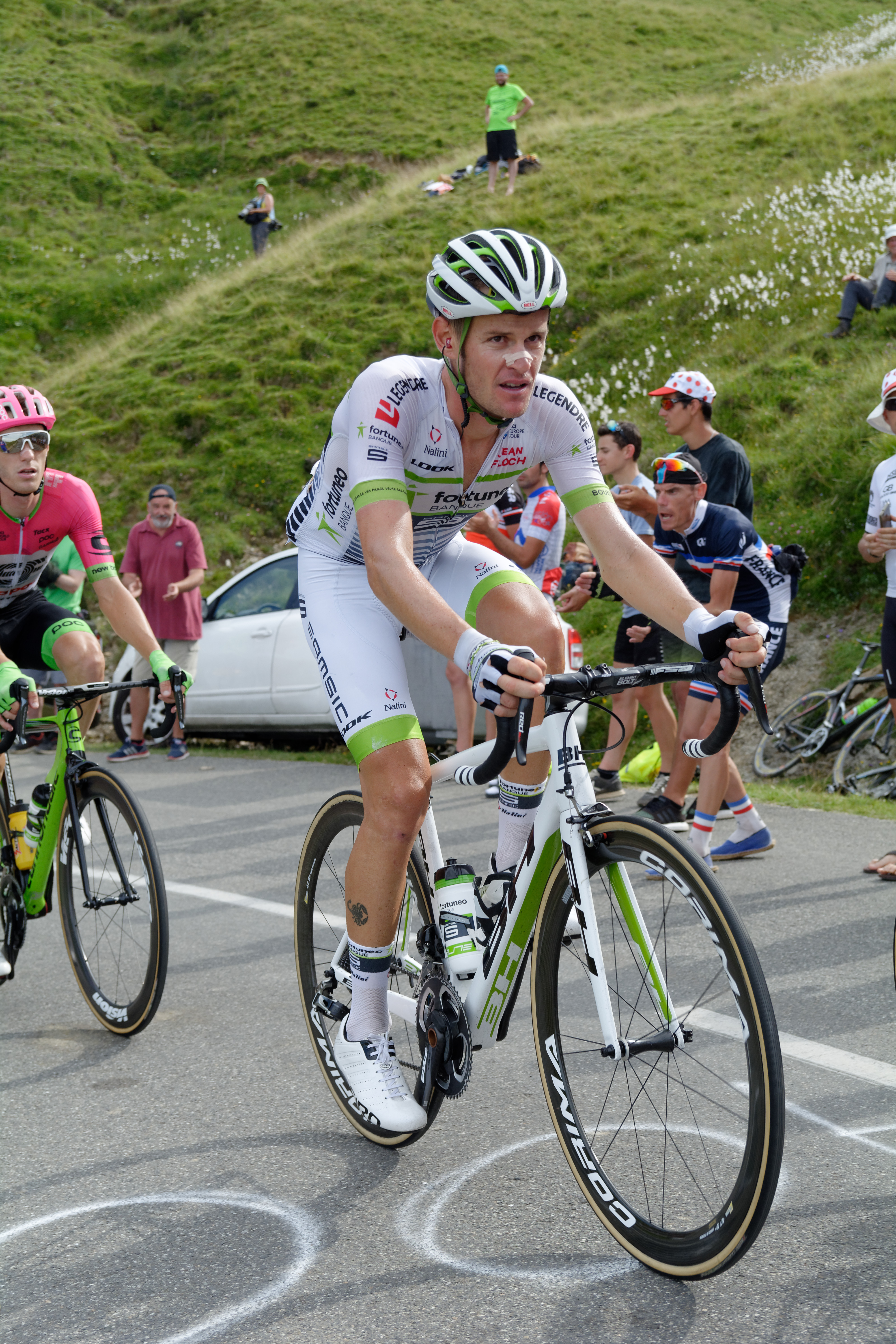
Bouet bei der Tour de France 2018 am Col d’Aubisque

Maxime Bouet (* 3. November 1986 in Belley) ist ein ehemaliger französischer Bahn- und Straßenradrennfahrer.

## Sportliche Karriere
2004 wurde Maxime Bouet französischer Junioren-Meister in der Einerverfolgung. Ab 2007 fuhr er – zunächst als Stagiaire – für das Team Agritubel und bestritt fortan hauptsächlich Rennen auf der Straße. In seinem ersten Jahr dort gewann er das Etappenrennen Tour d’Eure-et-Loir und den Prolog bei der Tour de Normandie. 2009 gewann er die Gesamtwertung der Volta ao Alentejo sowie die Boucles de l’Aulne. 
Zur Saison 2010 wechselte Bouet zum UCI WorldTeam AG2R La Mondiale, für das er fünf Jahre an den Start ging. In diesem Zeitraum entschied er 2010 eine Etappe der Tour de l’Ain für sich und 2013 eine Etappe des Giro del Trentino. Zur Saison 2015 wurde er Mitglied im Team Etixx - Quick-Step, das er bereits nach zwei Jahren Richtung Fortuneo-Oscaro verließ. Bei der Tour de Savoie Mont-Blanc 2018 erzielte er den letzten zählbaren Erfolg seiner Karriere, als er die erste Etappe für sich entschied.
Bis einschließlich 2023 bestritt Bouet 16 große Landesrundfahrten, bei 14 davon erreichte er das Ziel. Seine beste Platzierung in der Gesamtwertung war bisher Rang 20 bei der Vuelta a España 2012. Bei der Tour de France 2010 und der Vuelta a España 2016 verpasste er jeweils als Zweiter nur knapp einen Etappenerfolg.
Bereits im Juni 2023 kündigte Bouet zum Saisonende sein Karriereende im Radsport an.

## Erfolge

### Straße
2008
- Prolog Tour de Normandie

2009
- eine Etappe Les 3 Jours de Vaucluse
- Gesamtwertung und eine Etappe Volta ao Alentejo
- Boucles de l’Aulne

2010
- eine Etappe Tour de l’Ain

2013
- eine Etappe Giro del Trentino

2018
- eine Etappe Tour de Savoie Mont-Blanc

### Bahn
2004
- Französischer Meister – Einerverfolgung (Junioren)

## Grand Tours-Platzierungen
| Grand Tour            | 2009 | 2010 | 2011 | 2012 | 2013 | 2014 | 2015 | 2016 | 2017 | 2018 | 2019 | 2020 | 2021 | 2022 | 2023 |
| --------------------- | ---- | ---- | ---- | ---- | ---- | ---- | ---- | ---- | ---- | ---- | ---- | ---- | ---- | ---- | ---- |
| Giro d’ItaliaGiro     | –    | –    | –    | –    | –    | 38   | 47   | –    | –    | –    | –    | –    | –    | –    | 80   |
| Tour de FranceTour    | 70   | 106  | 55   | 55   | DNF  | –    | –    | –    | 55   | 42   | 74   | –    | –    | 49   | –    |
| Vuelta a EspañaVuelta | –    | –    | –    | 20   | –    | DNF  | 28   | 47   | –    | –    | –    | –    | –    | –    | –    |